# Ганс Зойттер фон Лецен
Барон Ганс Теодор Генріх Зойттер фон Лецен (нім. Hans Theodor Heinrich Freiherr Seutter von Lötzen; 20 жовтня 1875, Штутгарт — 20 березня 1968, Тюбінген) — німецький офіцер, генерал піхоти.

## Біографія
Син генерал-лейтенанта барона Вільгельма Зойттера фон Лецена і його дружини Амалії, уродженої графині фон Зюсскінд-Швенді.
З 8 січня 1887 по 10 березня 1893 року навчався у кадетському корпусі, після чого вступив на службу в Імперську армію. Учасник придушення Боксерського повстання. 21 червня 1904 року перейшов на службу в Генштаб. З 1 квітня 1912 року — командир роти фузілерного полку «Імператор Франц Йозеф Австрійський, король Угорський» (4-го вюртемберзького) № 122.
З 22 серпня 1914 року — офіцер Генштабу 26-ї резервної дивізії. З 9 березня 1915 року — 1-й офіцер Генштабу 10-го армійського корпусу. З 3 вересня 1916 року — офіцер Генштабу 5-ї армії, з 1 грудня 1916 року — 1-й офіцер. З квітня 1917 року — начальник Генштабу 66-го генерального командування, з 30 червня 1917 року — 11-го армійського корпусу, з 26 червня 1918 року — губернатора Меца. За військові заслуги відзначений численними нагородами.
З 5 лютого 1919 року — командир 1-го вюртемберзького добровольчого полку. 1 жовтня 1919 року вступив на службу в тимчасовий рейхсвер, командир батальйону 2-го вюртемберзького стрілецького полку № 26 (Штутгарт). З 1 жовтня 1920 року — командир 2-го батальйону 13-го (вюртемберзького) піхотного полку (Штутгарт). З 15 червня 1921 року — начальник штабу 4-ї дивізії (Дрезден). З 1 квітня 1925 року — командир 16-го піхотного полку (Ольденбург). З 1 липня 1926 року — начальник штабу 1-го групового командування (Берлін). З 1 лютого 1928 року — керівник піхотних частин 7-го військового округу (Мюнхен). З 1 жовтня 1929 року — командир 5-ї дивізії, одночасно командувач 5-м військовим округом і комендант Вюртемберга. З 1 грудня 1931 року — головнокомандувач 2-м груповим командуванням (Кассель). 30 вересня 1933 року вийшов у відставку з правом носіння форми 16-го піхотного полку.
З 1 грудня 1935 по 1 жовтня 1938 року — керівник солдатських товариств. Згідно з планом «Грюн», Зойттер фон Лецен мав брати участь у вторгненні в Чехословаччину як командувач 7-ю армією.

## Сім'я
16 квітня 1903 року одружився з Ельзою Коль. Ельза померла 30 квітня 1914 року.
6 січня 1922 року одружився з графинею Ірмгард фон Шверін.

## Звання
- Другий лейтенант (10 березня 1893)
- Обер-лейтенант (18 лютого 1902)
- Гауптман (24 березня 1909)
- Майор (28 листопада 1914)
- Оберст-лейтенант (18 грудня 1920)
- Оберст (1 лютого 1923)
- Генерал-майор (1 липня 1927)
- Генерал-лейтенант (1 липня 1929)
- Генерал піхоти (1 грудня 1931)

## Нагороди
- Китайська медаль
- Орден Корони (Пруссія) 4-го класу
- Залізний хрест 2-го і 1-го класу
- Королівський орден дому Гогенцоллернів, лицарський хрест з мечами
- Орден «За заслуги» (Баварія) 4-го класу з мечами
- Орден Альберта (Саксонія), лицарський хрест 1-го класу з мечами
- Орден «За військові заслуги» (Вюртемберг), лицарський хрест
- Орден Вюртемберзької корони, лицарський хрест з мечами
- Орден Фрідріха (Вюртемберг), лицарський хрест 2-го класу
- Орден Церінгенського лева, лицарський хрест 1-го класу з мечами
- Орден Генріха Лева, командорський хрест 2-го класу
- Військовий Хрест Фрідріха-Августа (Ольденбург) 2-го і 1-го класу
- Ганзейський Хрест (Любек)
- Хрест «За військові заслуги» (Австро-Угорщина) 3-го класу з військовою відзнакою і мечами
- Хрест «За вислугу років» (Вюртемберг)
- Почесний хрест ветерана війни з мечами